# Каспаравичюс, Вальдас Винцович
Вальдас Винцович Каспаравичюс (17 января 1958, Капсукас (ныне — Мариямполе), Литовская ССР, СССР) — советский литовский футболист. Известен по выступлениям за «Жальгирис». Капитан команды в 1984-85. Мастер спорта СССР.

## Биография
В высшей лиге (1983—1986) провёл 103 матча, забил 7 мячей. В списке 33-х лучших — № 2 (1983). Играл за олимпийскую сборную СССР.
Лучший футболист Литвы 1983.
Весной 1986 года обвинён в сдаче матчей и изгнан из «Жальгириса», после чего был вынужден играть в командах низших лиг.
В 1989 в числе нескольких литовских футболистов играл за польскую «Ягеллонию», но команда по итогам года вылетела из высшей лиги.
С 1990 играл в Германии, сначала за команду Оберлиги «Ремшайд», затем за команды низших дивизионов — «Гевельсберг», «Хюкесваген» (с 1997 по 2000 годы).
В настоящее время работает в Германии тренером по футболу. В сезоне 2009/2010 возглавлял клуб Крайслиги (Kreisliga A) «Хюкесваген».
В апреле 2011 года назначен главным тренером клуба «Хакенберг».